# Distrito de Masaka
El distrito de Masaka es uno de los numerosos distritos en los que Uganda se subdivide, localizado al sur de dicha nación africana. Posee una población de 767.759 personas según un censo llevado a cabo en el año 2002.
Su ciudad capital, la ciudad de Masaka (que posee 61.300 habitantes, según cifras del censo de 2002), da origen al nombre de este distrito ugandés.
- Datos: Q1032233
- Multimedia: Masaka District / Q1032233